# Gerardus Mercator

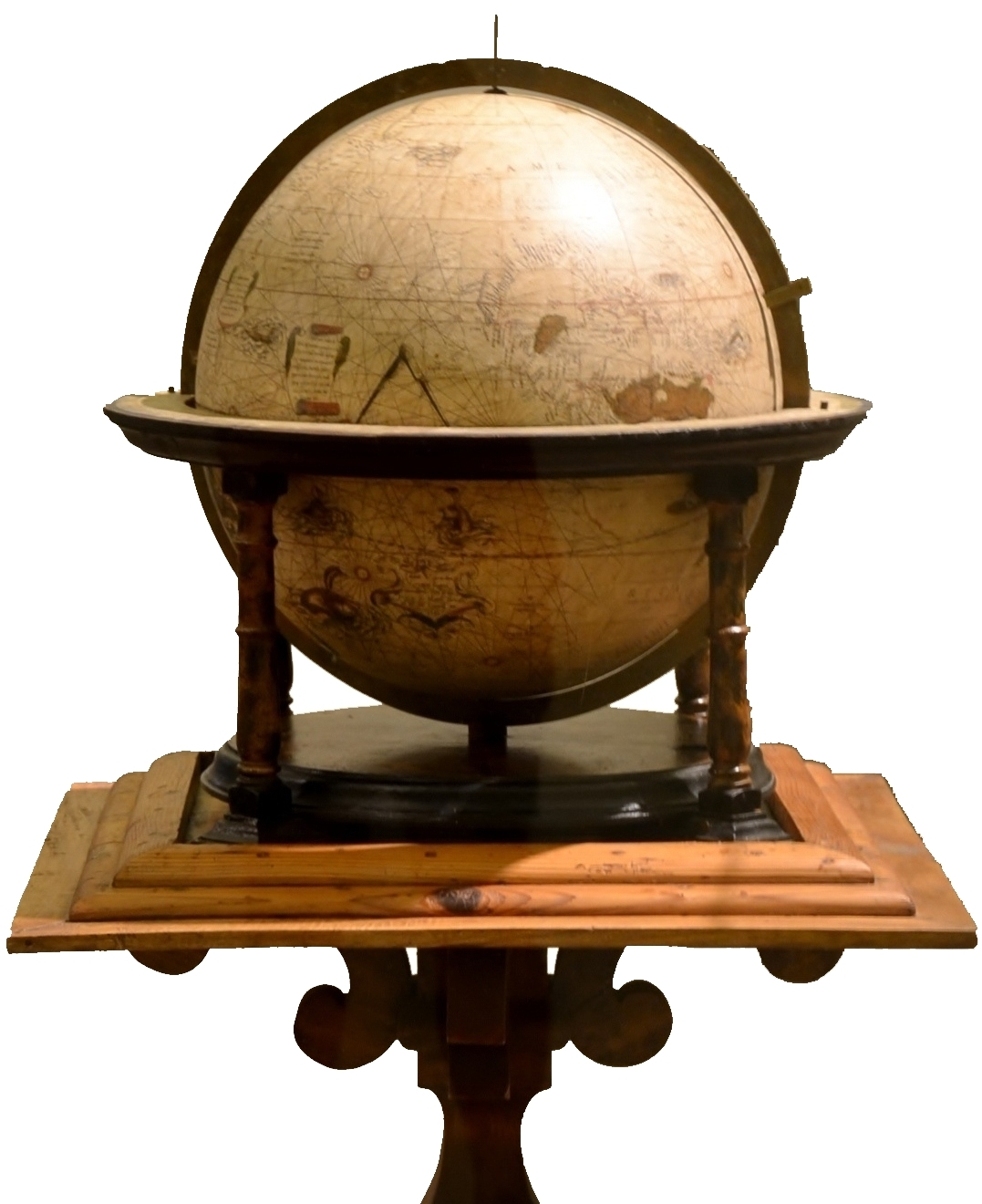
Gerardus Mercator földgömbje 1541-ből, melyet az olaszországi Urbaniában található Palazzo Ducale Múzeumban állítottak ki. Ez a még létező 22 Mercator-glóbusz egyike.

Gerardus Mercator (Rupelmonde, 1512. március 5. – Duisburg, 1594. december 2.) flamand térképész.
A kelet-flandriai Rupelmonde városában született, szülei a Jülichi Hercegséghez tartozó Gangelt városából származtak. Mercator 1552-ben Duisburgba költözött, és élete végéig ott élt. Az általa kifejlesztett Mercator-vetület őrizte meg nevét az utókornak.

## Élete és munkássága
Mercator eredeti neve Gheert Cremer (vagy franciásan Gerard de Cremere), a flamand Rupelmonde városában született. "Mercator" a latinosított formája eredeti nevének, jelentése "kereskedő". Tanulmányait a holland Hertogenbosch városában végezte a híres humanista tudós, Macropedius irányításával, majd a Leuveni Egyetemen tanult. Annak ellenére, hogy neve és legnagyobb felfedezései térképészeti alkotásaihoz kötődnek, Mercator legfőbb bevételi forrása mégis műszerek tervezéséből és elkészítéséből származott. Tanulmányai elvégzése után Leuven-ben kezdett dolgozni, Gemma Frisius és Gaspar Myrica segítségével. 1535 és 1536 között azon dolgoztak, hogy elkészítsenek egy földgömböt az akkor használt térképek alapján. Mercator feltehetően nem a térképek, hanem a térképet alkotó rézkarcok elkészítésében vett részt. Mercator térképészeti műhelye csak akkor indult be, amikor 1537-ben elkészítette Palesztina térképét, amit később egy világtérkép (1538) valamint Flandria térképe követett (1540). Ebben az időszakban tanulta meg a kurzív, kézíráson alapuló betűtípus használatát, amely a legalkalmasabb volt a térképek feliratozására. Mint azt angol neve („Italic”) is jelzi, ezt a betűtípust Olaszországban fejlesztették ki, onnan terjedt el Európa többi részére. Mercator írta az első, Észak-Európában kiadott kézikönyvet a kurzív betűtípus használatáról.
1544-ben eretnekség vádjával perbe fogták és elítélték, mivel a protestáns vallás híve volt (a Németalföld akkoriban a katolikus spanyol uralkodók birtoka volt) és utazása miatt amúgy is gyanús személynek számított. Hét hónapot töltött börtönben.
1552-ben Duisburg városába költözött, amely a német Clèves-i (Klevei) Hercegség egyik jelentős városa volt és ahol nem üldözték protestáns vallása miatt. Itt nyitotta meg térképészeti műhelyét, ahol 1554-ben elkészítette Európa hat paneles térképét. Emellett Duisburg város térképésze is volt. Mercator másik indítéka a költözésre az lehetett, hogy hírét vette a duisburgi egyetem megalapításának. Matematikát kezdett tanítani a városi egyetemen, majd miután számos térképet kiadott, Vilmos, Jülich-Clèves-Berg hercege, udvari térképésznek nevezte ki 1564-ben. 1569-ben egy újfajta tengerészeti térképet készített el, amelynek újdonsága volt, hogy szögtartó vetületi rendszerben készült: Mercator a Föld felületét hengerpalástra vetítette, és úgy rajzolta meg térképét. Az eljárást, amelyet Edmond Halley tökéletesített 1695-ben, a hajózásban mind a mai napig használják.
Mercator először használta az „atlasz” szót a térképek gyűjteményének megnevezésére és bátorítására készítette el Abraham Ortelius a világ első atlaszát, az 1570-ben kiadott Theatrum Orbis Terrarum-ot. Saját maga is készített atlaszt, azaz térképgyűjteményt, amelynek első darabja 1578-ban készült el és Ptolemaiosz térképeinek javított változata volt (bár Mercator a javítások mellett újabb hibákat is vétett). Franciaország, Németország, Hollandia térképei 1585-ben készültek el, 1588-ban a Balkán és Görögország, majd halála után a maradék térképeket 1595-ben fia, Rumold Mercator adta ki.
Mercator kifejlesztette a föld és az égbolt ábrázolására alkalmas gömbök elkészítésének egy újfajta eljárását. Akkoriban a földgömböket aprólékos munkával, bronz vagy fagömbök felszínére vésték fel. Mercator egy fából készült mintára papírmaséból készítette el a gömböt. Amikor a papír megszáradt, az Egyenlítő mentén körbevágta, majd összeragasztotta a két félgömböt. Ekkor a felületet kalcium-karbonát és ragasztó keverékével előkezelte, majd erre nyomtatta rá a térképét, amit korábban 12 szegmensre nyomtatott, majd kézzel kiszínezett. A földgömb sarkait kézzel karcolt pólusok borították. A festék száradása után a gömböt faállványra szerelte és az Egyenlítő mentén hosszúsági fokokkal karcolt bronz horizontot illesztett. Az ilyen technikával készült földgömbökből 22 darab maradt fenn az utókornak.
Mercator soha többé nem hagyta el Duisburgot, 1594-ben a város megbecsült, tehetős polgáraként itt halt meg. A városi St. Salvatorus-templomban temették el, munkái közül a helyi Mercator-múzeum őrzött meg néhányat. Életét és munkásságát emellett a belgiumi Sint-Niklaas városában található Mercator Múzeum mutatja be.

## Térképei

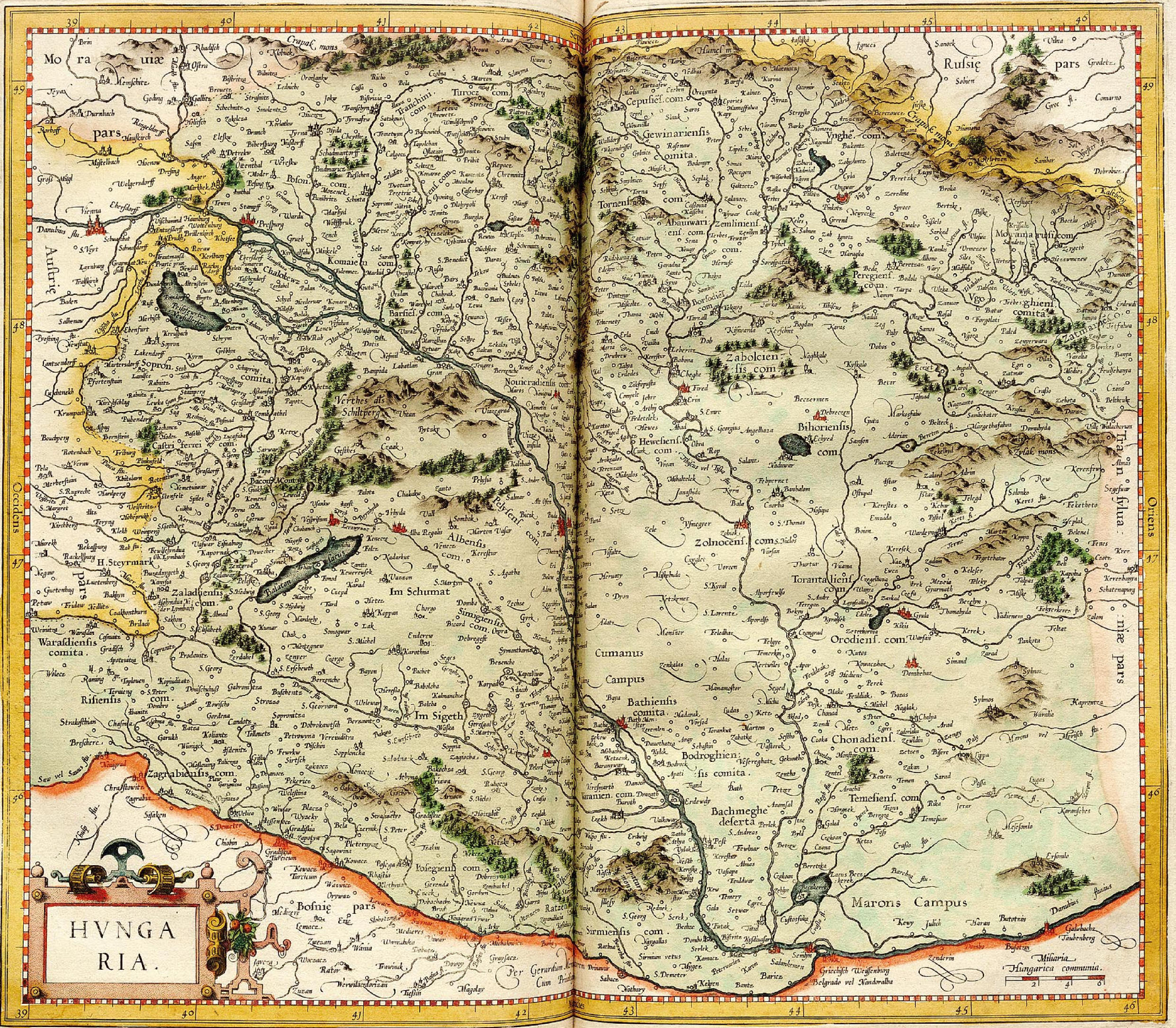
A Magyar Királyság Mercator térképén (1596)
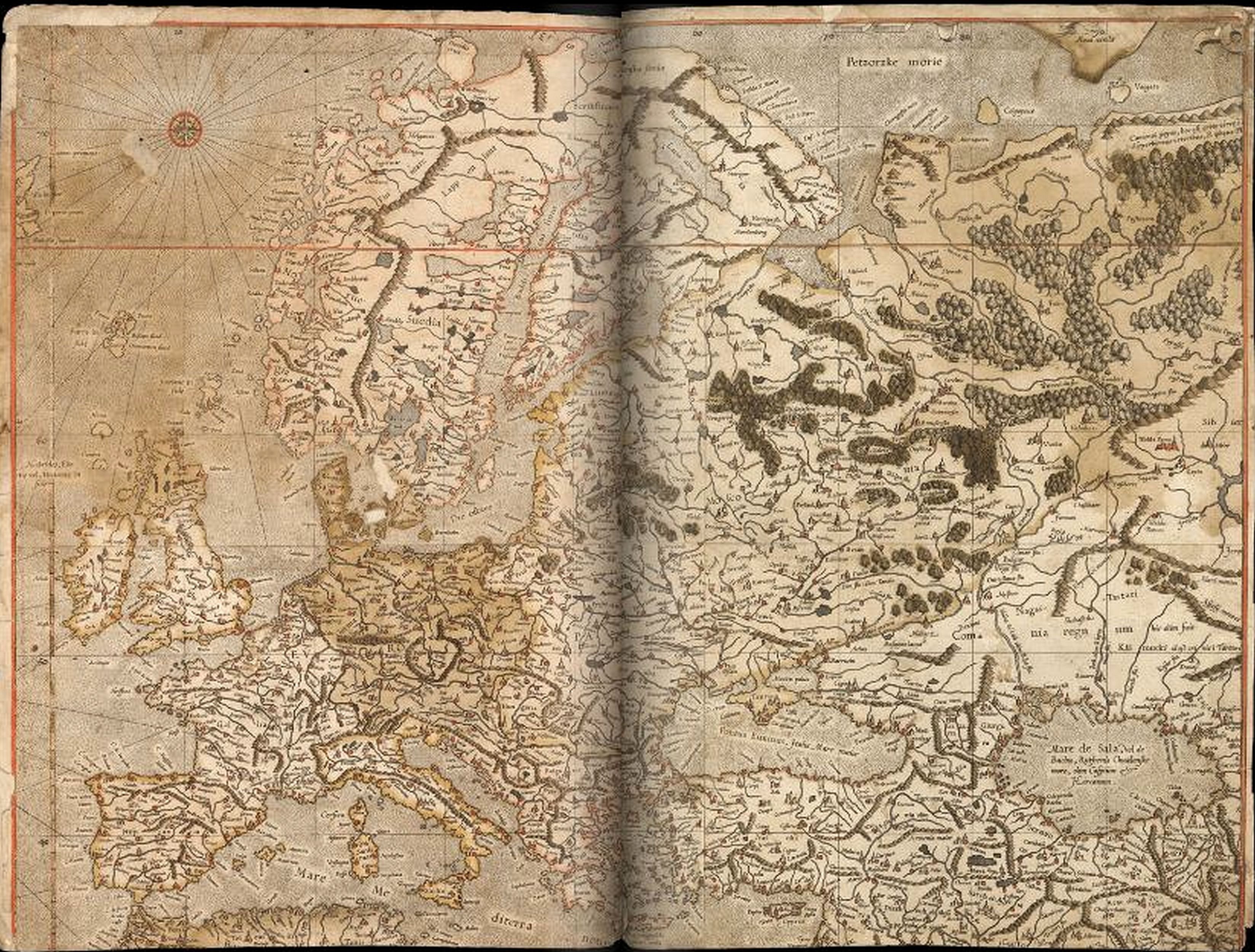
Mercator Európa-térképe
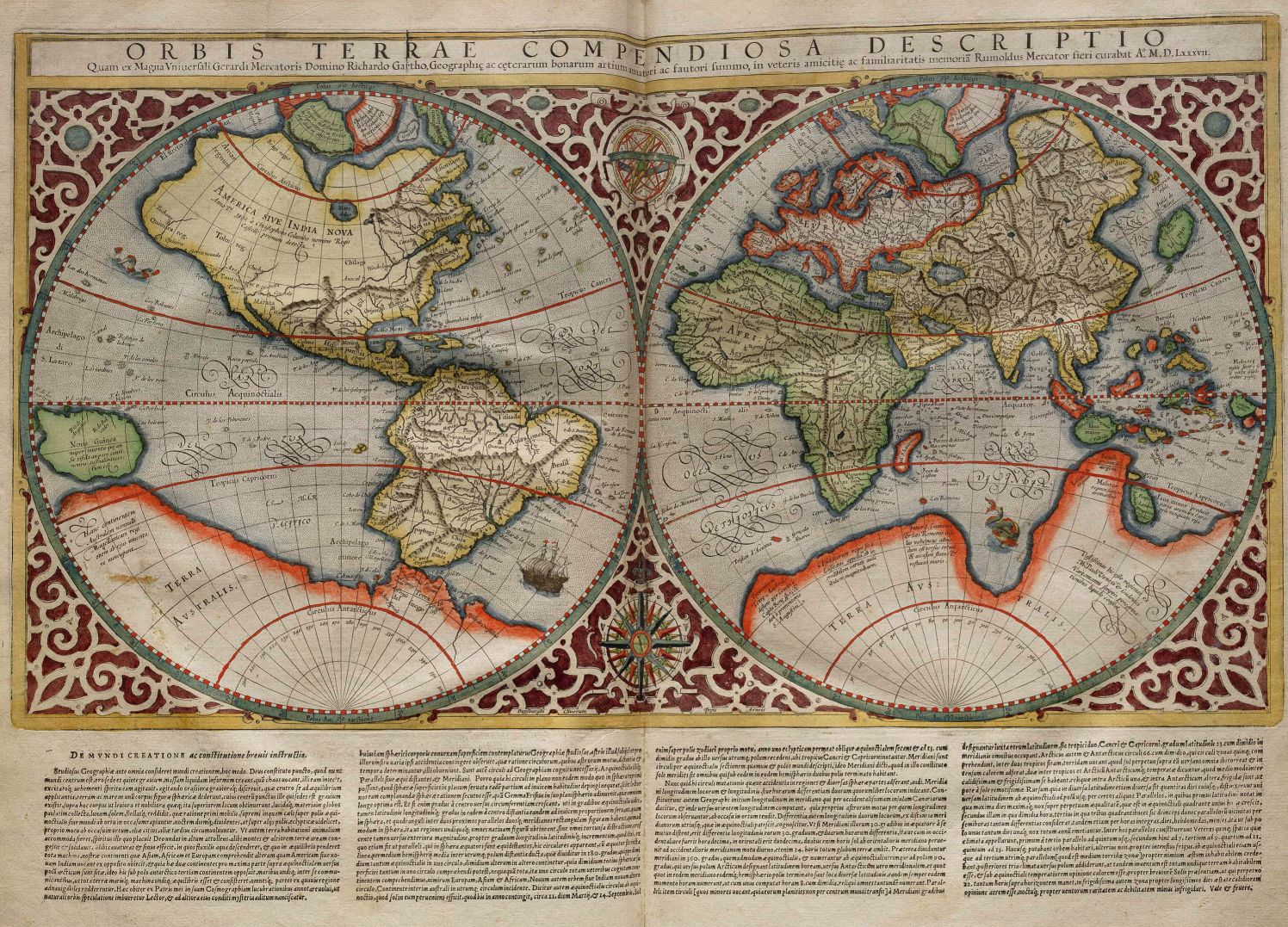
Rumold világtérképe 1587-ből, amelyet apja 1567-es térképe alapján rajzolt

## Fordítás
- Ez a szócikk részben vagy egészben  a   Gerardus Mercator című angol Wikipédia-szócikk ezen változatának fordításán alapul.  Az eredeti cikk szerkesztőit annak laptörténete sorolja fel. Ez a jelzés csupán a megfogalmazás eredetét és a szerzői jogokat jelzi, nem szolgál a cikkben szereplő információk forrásmegjelöléseként.